# Thayilla Pillai
Thayilla Pillai (Tamilisch: தாயில்லா பிள்ளை) ist ein tamilischer Film von L. V. Prasad aus dem Jahr 1961.

## Handlung
Der konservative Brahmane Patanjali Sastry bricht die Beziehungen zu seinem Schwager, dem Arzt Dr. Bharati, wegen dessen modernistischen Ansichten ab. Als Sastrys Frau nach zwei Fehlgeburten wieder schwanger ist, geht sie zu ihrem Bruder und bitte ihn zum Missfallen ihres Gatten um medizinische Hilfe. Sie gebärt einen gesunden Jungen und möchte gleichzeitig den neugeborenen Sohn einer niederkastigen Frau, die bei ihrer Geburt gestorben ist, adoptieren. Patanjali Sastry ist dagegen, doch es herrscht Verwirrung, welches der beiden Babys sein eigenes ist.
Die Sastrys ziehen schließlich das adoptierte Kind als ihr vermeintlich eigenes auf, während ihr leibliches Kind in ärmlichen Verhältnissen zu einem Rikschafahrer heranwächst. Die beiden Kinder überwinden die Kastenschranken und werden Freunde, wodurch die Familie am Ende wieder vereint wird.

## Hintergrund
Die Anti-Kasten-Haltung des Sozialdramas steht im Einklang mit der Politik der Dravida Munnetra Kazhagam, der Partei des Drehbuchautors M. Karunanidhi.
Die Liedtexte zur Musik von K. V. Mahadevan stammen von Kannadasan, Kothamangalam Subbu und A. Marudakasi.